# Circulaire belge du 16 décembre 1997
 (juin 2014).
 (juin 2014).
La circulaire Peeters (en néerlandais : Omzendbrief Peeters), officiellement circulaire BA 97/22 du 16 décembre 1997 concernant l'usage des langues dans les conseils municipaux de la région de langue néerlandaise, est une circulaire  éditée par le ministre des affaires intérieures du gouvernement flamand, Leo Peeters, qui réglemente l’emploi des langues dans les administrations des communes de la Région flamande, y compris les six communes à facilités de la périphérie bruxelloise, entourant la Région de Bruxelles-Capitale. Elle stipule que chaque fois qu'un francophone traite avec l'administration flamande, il doit explicitement demander que ce document soit délivré en français.
Elle est complétée par la circulaire Martens (no. BA-98/03, règle l'emploi des langues dans les CPAS) et réaffirmée par la circulaire Keulen (no. BA-2005/03).
Les communes de la périphérie appartiennent à la région de langue néerlandaise, et cela ne peut être changé que par une loi à majorité spéciale. La région linguistique comporte une restriction de la compétence des législateurs en matière d'emploi des langues et constitue ainsi la garantie constitutionnelle de la primauté de la langue de la région unilingue.
D'autre part, le régime des facilités linguistiques permet aux citoyens d'entretenir des relations avec l'administration dans une langue autre que celle de la région linguistique dans laquelle ils se trouvent. Pour les Flamands, les facilités ne seraient que temporaires, le temps que les francophones de ces communes s'intègrent. Par contre, les francophones voient ce dispositif comme définitif, un droit reconnu à une minorité devenue majoritaire dans certaines communes. Toute restriction des facilités est donc une violation des accords laborieusement obtenus. En effet, dans les communes contiguës à une autre région linguistique les facilités ne peuvent être changées que par une loi à majorité spéciale.
Dans les lois sur l'emploi des langues en matière administrative, les textes concernant les "communes périphériques" (art. 23 et suivants) s'apparentent au résultat d'un "copier coller" provenant des articles concernant les communes purement unilingues (art. 10 et suivants) pour ce qui concerne l'emploi des langues dans les services internes, et provenant des articles concernant Bruxelles-Capitale (art. 17 et suivants) pour ce qui concerne les relations avec le public. Le régime des facilités est en effet fondé sur un unilinguisme interne, et un bilinguisme externe. Plus précisément ici, l'article 25 concernant les communes périphériques indique que les services locaux "emploient dans leurs rapports avec un particulier la langue que l'intéressé utilise quand celle-ci est le néerlandais ou le français", texte tout à fait similaire à celui de l'article 19 indiquant que "tout service local de Bruxelles-capitale emploie, dans ses rapports avec un particulier la langue que l'intéressé utilise quand celle-ci est le français ou le néerlandais". Ces dispositions ont pendant plusieurs dizaines d'années été interprétées sans contestation tant à Bruxelles que dans les communes à facilités de manière identique : comme le texte l'indique clairement, l'administration emploie le néerlandais dans ses contacts avec tout particulier qui utilise le néerlandais, et utilise le français dans ses contacts avec tout particulier qui utilise le français.
Pour les "communes de la frontière linguistique" le texte de la loi est légèrement différent. Il précise (art 12) que "les services s'adressent aux particuliers dans celle des deux langues - le français ou le néerlandais- dont ils ont fait usage ou demandé l'emploi".

## Contenu
La directive Peeters exige des administrations locales:
- que tous les documents émanant des administrations soient envoyés en néerlandais à tous les citoyens habitant dans les communes à facilités. Si un administré de ces communes (et de ces communes uniquement) le veut en français, il doit en faire la demande pour chaque document qu'il reçoit. Les autorités régionales flamandes considèrent comme fautifs les pouvoirs locaux qui envoient directement des documents en français aux francophones et en néerlandais aux néerlandophones. Cela, même si ces pouvoirs locaux estiment devoir agir ainsi pour appliquer correctement la loi ordonnant qu'ils "emploient dans leurs rapports avec un particulier la langue que l'intéressé utilise quand celle-ci est le néerlandais ou le français" ; et
- que les services communaux utilisent en interne uniquement le néerlandais ; y compris
- que la langue utilisée au conseil communal doit être le néerlandais. Il est donc interdit au bourgmestre ou à un autre membre du collège des bourgmestre et échevins d'une des communes en Région flamande d'introduire ou de commenter dans une autre langue que le néerlandais un point de l'ordre du jour de la séance du conseil communal ou de répondre dans une telle langue à des interventions de conseillers communaux.

Le ministre Peeters dit n'avoir fait qu'interpréter la loi. Selon lui, il n'a pas modifié les règles que celle-ci prescrit.

## Critique
La façon de voir les choses du ministre Peeters, et des autorités flamandes en général, est contestée largement par le monde politique francophone. Il est en effet objecté que les mesures édictées dans la circulaire vont à l'encontre du texte de la loi. La circulaire aurait tenté, en violation de la constitution d'après certains, d'imposer par une simple circulaire une modification des règles en matière de facilités. De telles modifications ne peuvent cependant être effectuées que dans le cadre d'une loi spéciale.
Certains administrés francophones de ces communes se plaignent de "tracasseries bureaucratiques", de complications rencontrées dans leurs démarches quotidiennes, et, plus grave, de violation flagrante des droits que leur accordent les facilités prévues dans les lois linguistiques, et protégées (selon eux) par la constitution.

### Juridique
En 1998, la question de la constitutionnalité de l'interdiction aux bourgmestres et échevins des communes de la Région flamande (d'utiliser au conseil communal une autre langue que le néerlandais) a aussi été soumise à la Cour d'Arbitrage. La Cour a dit pour droit que la Constitution (articles 10 et 11) n'est pas violée.
En 2004, s'écartant des conclusions de l'auditeur [réf. nécessaire](qui estimait que la circulaire modifiait les règles concernant les facilités alors que celles-ci ne peuvent être modifiées que dans le cadre d'une loi à majorité spéciale), une chambre flamande du Conseil d'État n'a néanmoins pas invalidé la circulaire Peeters, considérant que l'interprétation des facilités par les Francophones mène au fond à un système de bilinguisme dans lequel la préférence linguistique des personnes est même stockée dans des fichiers; c'est une situation qui n'est pas compatible avec la Constitution. Le Conseil d'État joue en effet un rôle de tribunal administratif, et est compétent en matière d'annulation de circulaires ministérielles.
La circulaire n'a pas été annulée, et existe donc bien. Elle doit donc être considérée comme faisant partie du contexte juridique concernant l'application des facilités. La légalité des injonctions que cette circulaire adresse aux autorités communales est cependant sujette à caution et a été mise à mal par d'autres décisions judiciaires, ainsi que par l'avis de la Commission permanente de contrôle linguistique (institution née avec les lois linguistiques, et qui a pour mission de surveiller l'application de celles-ci). Cette dernière institution qui est la référence en matière linguistique a, bien avant que le Conseil d'État se prononce, émis un avis négatif quant à la légalité de cette circulaire.[réf. nécessaire]  De plus, plusieurs tribunaux civils, appelés à trancher des litiges entre des particuliers et des administrations ont estimé que les mesures imposées par celle-ci étaient contraires à la loi, et que cette dernière primait sur des injonctions édictées par une autorité de tutelle par voie de circulaire.[réf. nécessaire]
Quant à une chambre flamande Conseil d'État, il a considéré que la circulaire Peeters n'était pas illégale. En effet, celle-ci se borne à faire une interprétation de la législation sur l'emploi des langues. Contrairement à ce qui était reproché à la circulaire Peeters, elle ne réécrit pas la législation sur l'emploi des langues, mais elle la précise. Elle ne viole donc pas l'article 129 de la constitution, suivant la logique flamande[non neutre].
L'arrêt n'a pas persuadé les critiques francophones. À ce jour, il y a beaucoup de Francophones qui refusent de reconnaître cette circulaire, estimant qu'elle ajoute des dispositions non prévues par la loi qui restreignent des droits qui ne peuvent être restreints que par une loi à majorité spéciale.
Par un arrêt du 21 janvier 2011, la sixième chambre de la Cour d'appel de Mons a considéré que la circulaire Peeters n'avait pas valeur réglementaire et qu'elle ne pouvait ajouter à la loi en imposant à un ressortissant francophone de demander l'envoi d'une version française des documents administratifs qui lui étaient envoyés chaque fois qu'il en recevait un, considérant qu'une seule expression de sa volonté devait suffire à ce qu'il obtienne ce droit.